# わが一高時代の犯罪
『わが一高時代の犯罪』（わがいちこうじだいのはんざい）は、高木彬光の中編推理小説。1951年、『宝石』5月号と6月号に掲載された。神津恭介シリーズの一篇。人間消失テーマの古典的作品。題名は木々高太郎の『わが女学生時代の犯罪』に因んでつけたものと言われており、別題として『時計塔の秘密』がある。
神津恭介と松下研三との出会い、および昭和10年代の学生の寮生活や風俗、日華事変後の世相を描いており、神津の最初の事件を描いた、いわばシャーロック・ホームズシリーズにおけるグロリア・スコット号事件の役割をも果たしている。

## あらすじ
1938年（昭和13年）の4月半ばのある日、一人の女が一高生、妻木幸一郎を訪ねて来た。妻木の妹と自称するその女に会ってから、妻木は明らかに狼狽していた。妻木の同級生である松下研三は同じ日にその女が別の一高生と密会をしているのを見かけた。
その翌日、妻木の弟、賢二郎は汁粉5杯をかけて肝試しをしないかと松下を誘う。場所は一高本館の時計台であった。風紀点検委員の飯田、妻木、同級生の青木ら5人が参加し、寮歌を歌いながら屋上まで昇り、降りてくるという肝試しが行われたが、飯田に続いて時計台の階段を昇っていった妻木はそのまま消失し、残されたものは妻木の砂時計と、当日の朝から紛失していた神津恭介のマントだけであった。
翌朝、状況を松下から聞いた神津は、謎はすぐに解けたといい放ち、むしろなぜ妻木が姿を隠したかが問題だと言う。そして、この事件からはファウスト伝説を思い出すと述べ、松下とともに妻木消失の捜査に乗り出す。
謎の女は青木の交際相手で、飯田の異母妹であった。彼女にからむ謎の一高生、中国人留学生の周らを巻き込んで、事態は紛糾してゆく。

## 主な登場人物
神津恭介
東京府立四中出身。愛称「嬢や」、のち「ドクター」。
松下研三
愛称ウルトラスーパー。北大の予科に落ち、一高にまぐれで合格した。
飯田良太郎（フラテン）
風紀点検委員。文科の生徒。
青木一彦（青髯）
医者の息子。曜日ごとに7人の女と交際している。
妻木幸一郎（西式）
松下たちより7歳年上の一高生。元京大生だったが、「西式健康法」を医学的に研究しようと一高理乙に入学し直したという奇人。
妻木賢二郎
幸一郎の弟。直情径行型の性格。
藤野章子
カフェ「黒猫」の女給。飯田の異母妹。青木の「木曜日の女」。肺病に罹っている。一高生を憎んでいる。
周金銘
一高の中国人留学生。妻木のルームメートだったが、一時帰国していた。
謎の一高生
青黒い顔をした、蛇のような目をした冷血な感じのする謎の人物。
三谷隆正
一高の教授。キリスト教徒。神津に、日本の今日の悲劇は敗北を知らぬというところにあり、武は戈をとどむるのが本領で、己の知力を控えて使うようにと助言する。
橋田邦彦
当時の一高の校長。『正法眼蔵』の権威。

## 用語
- 皆寄宿制度…一高生は必ず南寮・北寮・中寮・明寮のいずれかの寮にはいらなければならなかった。うち南寮16番室は一般部屋で、1年生の間は文理の区別なく定員ずつ収容されていた。松下研三はこの時に神津恭介と同室になった。
- 女人禁制…年一度の記念祭に内外を開放する以外は、一高は女子の出入りを禁じていた。例外として、茶果室のホールの手伝いと、摂生室（医務室）にドイツ人の中年の看護婦が存在するだけであった。これに違反して女性を連れ込んで発覚した場合は、退寮、すなわち退学処分とされた。
- 正門主義…一高生は必ず正門から出入りしなければならなかった。そのため、門限の12時を過ぎた場合でも、必ず正門を乗り越える必要があり、さもないと退寮（退学）処分になった。
- 寮務室…門限を過ぎても2階には消灯されない読書室があり、神津恭介は毎朝3時に起きて、高等数学の研究を続けていた。その成果がのちに神津に理学博士の称号を与えることになった。
- 自習室…門限と同時に消灯し、それ以降は寮の小使い室で1本9銭で売っている蝋燭で「蠟勉」[注 1]をしなければならなかった（「蠟勉」については『呪縛の家』に詳しく説明されている）。
- 幽霊…授業に出席しているにもかかわらず、返事をしないこと。一高では欠席許容日数は60日、回数は30回と決められていたが、1日で2回以上休むと2回としてカウントされるため、前後の時間をさぼる場合、わざと出席した授業を欠席したように見せかけて、前後合わせて1回とカウントさせるのである。
- フーテン…風紀点検委員の略。瘋癲とは異なる。

## 作品解説
- 斎藤栄は、「大東亜戦争を目前に控えた青春群像の卓抜な描写」が読者の心に迫る作品として高評価し、「ストーリーのそこかしこに、巧みに埋めこまれた古き良き時代の寮歌」として「ベートーベンの第九の旋律」に特徴があり、現代の推理小説が失いつつある情熱と夢が存在する「小説を装った詩（ポエム）」だと、この作品を論じている[3]。
- 由良三郎は、高木彬光の小説には彼が一高生時代の、とりわけ弓術部の仲間の名前がしばしば登場することを指摘し、自分の作品の中に青春時代の思い出を埋め込んでさせておきたかったのではないか、と述べ、「それほど一高は貴く、いつまでも秘蔵しておきたい心の財産」だったのだろうと論じている[4]。

## 書誌情報
- 『わが一高時代の犯罪』（岩谷書店1951年9月15日。初版本。）
- 『わが一高時代の犯罪』（1976年、角川文庫、ISBN 978-404133818-6）
「わが一高時代の犯罪」「幽霊の顔」「月世界の女」「性痴」「鼠の贄」を収録。
- 『わが一高時代の犯罪』（1996年、光文社文庫、ISBN 978-433472214-2）
「わが一高時代の犯罪」「輓歌」を収録。
- 『わが一高時代の犯罪』（2000年、ハルキ文庫、ISBN 978-489456807-5）
「わが一高時代の犯罪」「輓歌」を収録。

## 映画化
1951年8月24日公開。製作は東映東京撮影所、配給東映。
高木彬光の映像化作品では、原案クレジットの1949年大映『透明人間現わる』が最初だが、小説の映像化は本作が初。1951年4月1日に設立された東映の11作目の配給映画で、東映東京撮影所設立5作目の製作映画。また後の東映社長・岡田茂プロデューサーの初クレジット作である。

### スタッフ
- 監督：関川秀雄
- 製作：岡田寿之、岡田茂
- 原作：高木彬光
- 脚色：高岩肇、西亀元貞
- 撮影：大塚新吉
- 美術：田辺達
- 音楽：山田栄一

### キャスト
- 神津恭介：河崎保
- 松下研三：木村功
- 妻木幸一郎：岡田英次
- 青木信吉：南川直
- 加藤清：金子信雄
- 飯田良太郎：沼田曜一
- 藤野章子：三條美紀
- 木谷教授：信欣三
- かしわやの美代：岸旗江
- 周金銘：小倉正則（波島進）
- 偽一高生：河野秋武
- 憲兵中尉：石黒達也
- 老医師：三島雅夫
- H校長：薄田研二

### 製作
岡田茂の初プロデュース作は、東横映画時代の1950年『日本戦歿学生の手記 きけ、わだつみの声』であるが、同作はノンクレジットで、2作目の1951年『風にそよぐ葦』もノンクレジットのため、クレジット作品としては本作が初となる。本作の製作クレジットは岡田寿之と連名であるが、岡田の単独企画である。岡田はスリラーとしてはかなりハイブローで型破りな本作に着目した。『日本戦歿学生の手記 きけ、わだつみの声』の大ヒットで意気上がる岡田が次に企画した本作は、キネマ旬報社入社間もない荻昌弘から「定石企画の多い東映映画としては珍しい異色作」と評された。
東映は満身創痍の3社合併で負債額は11億円超に及び、倒産寸前といわれ、岡田も大映の松山英夫から引き抜きの声がかかっていた。このため高木彬光は映画化権料を支払ってもらえるのか危惧した。高木は交渉を滝沢一に一任し、岡田は滝沢から原作料30万円の言い値をその場で飲み、ムリして即金で支払った。滝沢は「若いのに肝の据わった男だ」と感心し、以降も岡田と交友を深めた。岡田は「どうせなら東映が潰れるのを最後まで見てやろう」と考えていた。
『日本戦歿学生の手記 きけ、わだつみの声』と監督やキャスティングに共通する部分もあり、本作も右翼の嵐が強かった時代の一高の左翼系学生をモデルにしており、岡田に同系統の映画で「柳の下の二匹目のドジョウを狙う」意図があった。クレジットにないが、岡田は「関川秀雄監督に山本薩夫監督を加えた両監督で撮影した」と述べている。また、当時信州大学在学中だった熊井啓がロケ地の案内役を務めてくれたという。しかし一高では校門を撮ることも、校内ロケも一切許可しないといわれたため、天野貞祐の箱根の別荘に押しかけ交渉した。天野からは「許可はできないが、撮影してはいけないことはないだろう」と言われ、同校での撮影は今でいうゲリラ撮影を敢行、無断で撮影クルーが校内に侵入し、撮れるだけ撮って、怒られたら逃げる戦法を用いた。
後の新劇の大御所・木村功、岡田英次、金子信雄は当時は新人俳優であった。

### 作品の評価
突飛な題名の上、内容が固く興行は難しいと予想された。封切当日、岡田は浅草東映の前でお客が来るのを待ち構えていたが、お客はまったく来ない。たまに学生風の男が一人、二人。記録的な大惨敗であった。

## 舞台化
2024年3月に、ノサカラボの公演として舞台化された。神津恭介シリーズの初の舞台化に挑んだ『呪縛の家』に続く、シリーズの舞台化第2弾。『呪縛の家』から引き続き、主演は林一敬（ジュニア）。

### スタッフ（舞台）
- 演出・構成：野坂実
- 脚本：須貝英

### キャスト（舞台）
- 神津恭介 - 林一敬（ジュニア）
- 松下研三 - 小園凌央
- 青野和彦 - 関翔馬
- 飯沼良太郎 - 高橋曽良
- 妻木幸一郎 - 小山龍之介
- 稲田勉 - 細貝圭
- 水町泰蔵 - 加藤雅也
- 水町智恵子 - 能條愛未、中野郁海 ※ダブルキャスト

### 公演日程
- 大阪公演：2024年3月8日 - 10日、COOL JAPAN PARK OSAKA TTホール
- 東京公演：2024年3月20日 - 31日、サンシャイン劇場